# 岡崎優美
岡崎 優美（おかざき ゆうみ、1996年2月23日 - ）は、岡山県出身の元女子競輪選手、タレント。現役時代は日本競輪選手会岡山支部所属、ホームバンクは玉野競輪場。日本競輪学校（当時。以下、競輪学校）第108期生。師匠は実父でもある岡崎哲昌（65期、引退）。

## 経歴
小学校2年から高校3年までバレーボールをしていた。ただ、バレーボールは燃え尽き症候群になってしまい勉強もあまりしていなかったため進路に迷っていたところ、競輪選手である父親からガールズケイリンの話を聞き、母親からガールズケイリンを勧められ挑戦しようと思い立ったという。
2013年12月20日、競輪学校第108回適性試験に合格。在校競走成績は13位（0勝）。
2015年7月3日、奈良競輪場でデビューし6着。初勝利は2016年9月23日の四日市競輪場で挙げた。
2017年1月17日、選手登録消除。通算戦績は、102戦1勝。
引退後は、2021年6月まで日刊プロスポーツ新聞社の競輪記者として活動。以後はフリーで、静岡競輪場のYouTube番組「静岡けいりんチャンネル」への出演やイベントのMCなどでマルチに活動を続けている。